# はぶらし
『はぶらし』は、近藤史恵による日本のサスペンス小説。幻冬舎が発行する月刊PR小説誌『ポンツーン』にて2010年7月号から2011年8月号まで連載され、その後加筆・修正した上で2012年9月27日に単行本として刊行された。
2016年にNHK BSプレミアムでテレビドラマ化された。

## あらすじ
脚本家として活躍する真壁鈴音はある日突然、高校卒業以降ほとんど交流のなかった同級生・古澤水絵からの電話を受ける。深夜だったが切羽詰まった声に仕方なく会いに行くと、水絵は1人ではなく7歳の子供・耕太を連れていた。暴力を受けたため夫とは2年前に別れ、仕事は半年前にリストラされて慰謝料も使い尽くしてしまい、家賃が払えずにアパートを追い出されてしまったのだという。10万円くらい貸せばウィークリーマンションを借りることもでき義理が立つだろうと考えていた鈴音だったが、水絵はそれでは住所が問題になって再就職できないと言い、1週間鈴音の家に泊めてもらえないかと頼む。戸惑う鈴音だったが、仕事が見つからなくても1週間経てば出て行くという水絵の言葉を信じ、2人を自宅マンションへと連れ帰る。「ごめんなさい」と終始恐縮した様子を見せる水絵だったが、鈴音は何かあっても疑わずにすむようにと念のため通帳や印鑑などの貴重品は仕事用のマンションへ移動させる。
生活スタイルが全く違う2人との生活はやはり窮屈なうえ、水絵の感覚はどこか鈴音とは異なったものであり、新品の歯ブラシを渡すと使用済みのものを返却する、バスタブのお湯を抜くと「もったいない」と非難するなど、鈴音は不快さを感じずに入られなかった。渋谷のマザーズハローワークでは耕太とはぐれ、就活には不可欠なはずの携帯ですら充電切れで繋がらないなど、水絵の意識の低さにイライラを募らせていた鈴音だったが、ひどい頭痛で自宅で寝ていた時にかけられた水絵の「いたの?」という言葉に不満を爆発させる。しかし水絵は鈴音が自分と違って恵まれた環境にいることを理由にあと1週間泊めてほしいと言い始め、断ろうとすると「じゃあ結婚しなかったらよかったの?耕太を産まなければよかったの?」と激昂する。そばでそれを聞いている耕太の心情、そして耕太が高熱を出してしまったこともあり、鈴音は1週間の延長を承諾せざるをえなくなってしまう。
この先どうするべきかと考えあぐねていた頃、高校時代の友達・中嶋美保子からメールが来る。水絵のことを覚えているか聞いてみると、「大丈夫?あの子って、手癖が悪くて有名だったじゃない」と、昔水絵がクラスメイトの財布を盗んだと騒ぎになったことを思い起こされる。しかし今もそうとは限らないと思い、自宅に防犯カメラを設置すればいいという友人・米澤茉莉花の案にも躊躇していた鈴音だったが、耕太を押し付けて面接と美容院に行ったにもかかわらず鈴音の子守の仕方を責め立てたり、鈴音の仕事場と同じマンションに住む灘が紹介してくれた就職話をなんだかんだとケチをつけて話を進めない相変わらずな振る舞いを続ける水絵と再度ぶつかりあった末、ついに水絵は耕太を残して音信不通になってしまう。
1週間は待ってみようと思った鈴音だったが、耕太が家を飛び出して警察に探してもらわなければならなくなるなど子供1人を預かる責任をリアルに感じ、意を決して水絵の実家に連絡をとり、水絵の姉に事情を話し、水絵の別れた夫・梅森昭彦に耕太を迎えに来てもらうよう話をつける。しかし実際に耕太を引き渡す際、水絵のことばかりを悪く言う梅森の姿や、嫌がる耕太の姿を見て後悔の念が押し寄せる。そして水絵が昔財布を盗んだとクラスメイトに責められていた時、自分が水絵をかばったことがあったことを思い出す。だから水絵は自分を頼ってきたのか?真意はわからないまま、やっと電話が繋がった水絵に「落ち着いたら、また連絡ちょうだい」と言ってみるが、水絵は今までの感謝は伝えつつも「何のために?」と拒否する。
10年後。鈴音のマンションを成長した耕太が訪れる。耕太は昔、水絵が世話になった友人たちの各家で家捜しして様々なものを盗んでは売っていたことを認識しており、鈴音の仕事用マンションにも勝手に入ったことがあると告白する。一度、水絵が作ったカレーを食べた後に18時間も眠りこけ、ひどい頭痛に襲われた時のことだとわかったが、何も盗まれてはいなかった。それを聞いた耕太はホッとした様子を見せ、あれ以来になっていた水絵と会ってみようと思うと話し、帰っていく。

## 登場人物
真壁 鈴音（まかべ すずね）
脚本家。36歳。シナリオ学校を出て脚本を書くようになり、3年目に手掛けた映画の脚本が大きな賞をもらい、以降は途切れず仕事ができている。神楽坂に住んでいるが、自宅から徒歩7分の距離にあるマンションの最上階の704号室を仕事場として借りている。仕事は概ね順調であるが、プライベートでは2年付き合った恋人・敏彦（としひこ）と別れたばかり。接し方がわからないので子供はあまり好きではないが、子供が欲しくないわけでもないため、年齢に対してなんとなく焦りも感じている。料理はほとんどしない。
惚れっぽく、見栄っ張りで世話焼きである自覚はあるが、物事を押し切られるのは嫌と思う気持ちとそうでない気持ちが両方存在する時で、本当に嫌なことは嫌だと言える自信があったため、友人の米澤茉莉花に「お人好し」と評されて驚く。
古澤 水絵（ふるさわ みずえ）
鈴音の元同級生。同じクラスではなかったが、同じ高校の合唱部に入っていた。名前の通り、水のように澄んだソプラノの声を持っており、声の美しさは抜きんでていた。色が白くて華奢、ふわふわと毛先があちこちにはねたショートヘアがトレードマークで、鈴音は真っ黒で硬い直毛の自分と違って毛の色が薄くて柔らかそうな水絵の髪の毛をうらやましく思っていた。
昔から快活なのに少し皮肉っぽく話す癖があり、家族や親戚の自慢話をよくしていたが、整合性のとれない話も多かった。
結婚して耕太を産んだが、2年前に離婚。近くにいる叔母が耕太をあずかっていてくれたが、体調を崩して入院してしまい、耕太を連れて家を出ざるをえなくなった。実家とは断絶している。
古澤 耕太（ふるさわ こうた）
水絵の息子。7歳になったばかり。恥ずかしがり屋だが、年齢のわりには聡明で落ち着いている。電車が好き。
水絵が姿を消してからは父親に引き取られ、梅森姓に変わる。
米澤 茉莉花（よねざわ まりか）
鈴音の友人のイラストレーター。既婚者で漫画家の夫がいるが、子供嫌いで子供はいない。美食家。
鈴音から水絵について相談され、はっきり断れない鈴音の姿を見て、追い出すなり断るなりするのが当然だという見解を示す。
灘（なだ）
鈴音の仕事用マンションの502号室に住む住人。30代前半くらいの男性。マンション玄関のオートロックの鍵穴が悪戯されて困っていた時に初めて鈴音に声をかけ、その後も何度か食事に誘う。ハンサムではないがスポーツマンらしく日に焼けており、人なつこそうな顔で笑う。予備校の講師であり、低くてよく通る声で丁寧にはっきり話す。
鈴音から水絵のことを聞き、建築事務所を営む友人の堂島が事務職の女性を探していた話を思い出し、口利きをする。
中嶋 美保子（なかじま みほこ）
鈴音の元クラスメイト。高校時代の3年間はずっと同じクラスで仲が良かった。既婚者で子供もいる。
岸本 ゆかり（きしもと ゆかり）
鈴音の高校時代の友達で、美保子ほどではないがずっと付き合いは続いている。水絵と同じクラスで、水絵が財布を盗んだ騒動のことも覚えていた。
梅森 昭彦（うめもり あきひこ）
水絵の別れた夫。離婚時にはすでに再婚相手の候補がおり、耕太の親権をめぐって裁判所で争っていたが、水絵に負けた。小柄で丸く、人懐こそうな顔をしている。
水絵からは暴力を訴えられるが、それは挑発されたからで手をあげたことも数えるほどだと主張し、水絵の姉も「そんな人ではない」と昭彦に味方している。

## テレビドラマ
『はぶらし/女友だち』（はぶらし おんなともだち）のタイトルで2016年1月5日から2月23日まで、NHK BSプレミアム「プレミアムよるドラマ」にて放送された。全8話。20年ぶりに会った女友だちの「一晩だけ泊めてほしい」という願いを聞き入れてしまったことから始まる心理サスペンス作品。大きな事件やアクションは無く、小さな嘘の積み重ねと、ちょっとした心の隙間に入り込んだ悪意によって最後まで“嫌な感じ”を引きずる心理的な怖さを描く。
主演の内田有紀が人気脚本家の真壁鈴音を演じ、自己中心的で、厚かましく空気が読めない行動で主人公を追いこんでいく女友だち・古澤水絵を池脇千鶴が演じた。池脇は、「何一つ共感できない」「大変なものを引き受けてしまったと後悔した」と言いながらも、“オドオドしているようで堂々としている”といった水絵の特徴を紙に書きとめ、できる限り彼女の心情を理解しようと努めた。そして普通では考えられない非常識な行動を悪人のように“しめしめ”という感じではなく、しれっと自然にしてしまうような演技を心がけ、それを受けていた内田は撮影中、役柄と同じようにストレスを感じていたという。2015年12月15日に第1話の完成披露試写会が開かれたが、「イライラするけど続きが気になる」と記者達の間でも話題になった。また、女同士のドロドロしたやりとりのなか登場する柔和な男性・灘役の金子ノブアキは、2人の女性どちらにとっても救いとなる、温かい火をともすような存在になるよう話し方ひとつにも気を遣って演じたと話している。

### あらすじ（テレビドラマ）
真壁鈴音はテレビドラマ『放課後のリフレイン』を手掛ける売れっ子脚本家であり、プロデューサーの柳井護とは恋愛関係にある。柳井には家庭があるためその関係は公にできなかったものの、公私共に充実した日々を送っていた。
そんな鈴音の元を突然、高校時代の同級生・古澤水絵が幼い息子の耕太を連れて訪れる。離婚し、リストラされて行くところが無いと聞いた鈴音は「明日には出て行く」という水絵の言葉を信じて1晩泊めるが、仕事が決まらなかった水絵は翌日も鈴音のマンションに戻り、友人の米沢美穂子が懸念した通り、鈴音はずるずると水絵との生活を続けるはめになってしまう。物がなくなったり変に眠りこけてしまったりと不可解なことが続くだけでなく、生活リズムが崩されて仕事もうまくいかなくなった鈴音は、柳井との関係にも干渉してくる水絵に苛立ちをつのらせるが、耕太の存在や、夫の暴力に耐えてきたという水絵の身の上を考えると完全に突き放すこともできなかった。そんな中の唯一の癒しは最近知り合った古書店の店主・灘孝史との穏やかな時間だったが、水絵は灘に鈴音の不倫を暴露し、ネット上に鈴音と柳井のキス写真を載せるなど、さらに鈴音の生活をかき乱していく。
そんな中、鈴音は母親が倒れたという知らせを受けて実家に帰り、思いがけず水絵の夫・梅森正と顔を合わせ、本当は離婚もしていないし、暴力の話も同情をひくための水絵の嘘だと聞かされる。自宅へ戻ると水絵は耕太を残して姿を消しており、水絵を探しに出て警察に保護された耕太は、鈴音の連絡により梅森の手に渡ってしまう。仕事を探していたという水絵は帰ってきてその事実を知って激昂し、鈴音のマンションを出て行く。ただならぬ水絵の様子に後悔の気持ちが押し寄せていた鈴音だったが、耕太の忘れ物を渡すために梅森の家を訪れたところ、耕太を取り戻そうとする水絵に暴力をふるう梅森の姿を目撃してしまう。水絵は耕太のことを鈴音に託した後、梅森を刺して行方をくらますが、鈴音にだけは水絵の居場所がわかった。
「あの頃が1番楽しかった」と何度も言っていた高校の音楽室で水絵の姿を見つけた鈴音は、耕太にとって母親の水絵がいかに必要かを伝えて励ます。水絵は自首し、傷害罪で起訴されたものの、鈴音から耕太の成長を聞かされ、「いつかおいしいごはんを食べさせる店を持ちたい」と出所後に前向きな思いを馳せるようになる。鈴音は柳井ときっぱり別れて新しい脚本の仕事をはじめ、灘と2人で新しい生活を始める。

### キャスト
真壁鈴音〈36 - 37〉
演 - 内田有紀（高2の鈴音：佐倉星〈第5 - 6話、7話〔回想〕〉）
脚本家。現在はテレビドラマ『放課後のリフレイン』の脚本を手掛けている。自宅とは別に、昔住んでいた神楽坂の築30年のマンション「メゾンフラワー」を仕事場にしている。プロデューサーの柳井と5年前から不倫している。
古澤水絵
演 - 池脇千鶴（高2の水絵：替地桃子〈第5 - 6話、7話〔回想〕〉）
鈴音と同じ静岡の英葉女学院高等学校で、同じ合唱部に所属していた同級生。
夫と別れ、最初は横浜の叔母のところで世話になっていたが、叔母が亡くなり仕事もリストラされて行くところが無いと息子の耕太を連れて鈴音のマンションに転がり込んでくる。
社会的に成功している鈴音を自分とは違って「ラッキー」と表現するなど、なにかと鈴音をイライラさせる。
灘孝史
演 - 金子ノブアキ
「灘古書店」店主。元は父親が経営していたが、腰を痛めたため引き継いだばかり。鈴音と鈴木しづ子の俳句の話で意気投合し、やがて鈴音に好意をもつようになる。昔はバンドをやっていたが、鳴かず飛ばずだった。
米沢美穂子
演 - 市川実和子（第1 - 6,8話、第7話〔回想〕）
カフェのオーナー。鈴音や水絵と同じ高校出身だが、クラスが違う水絵とは接点が無かった。
鈴音の相談相手として水絵や柳井のことを聞いていたが、自らも夫の浮気に悩み、結局復縁するという決断を下す。
古澤耕太〈6〉
演 - 手塚勇輝
水絵の息子。次の春から小学生になる。灘になつく。
柳井護
演 - 尾美としのり
『放課後のリフレイン』も手掛けるドラマプロデューサー。鈴音とは不倫関係であるが、恋愛感情と別に、鈴音の脚本家としての才能にも惚れ込んでいる。息子がいる。
梅森正
演 - 岡田義徳（第6話 - 最終話）
水絵の夫。静岡の市役所の市民課に勤めている。
曽我諒一
演 - ダンカン（第1 - 5話）
鈴音のマンションの周りをうろつく男。風俗の仕事をしようとしたものの、直前で客の金を奪って逃げた水絵を追っていたが、事情を知った灘が肩代わりして30万円払うと姿を見せなくなった。
真壁鏡子
演 - 岡まゆみ（第3,7話）
鈴音の母。夫が入院中のため、現在は静岡で1人で暮らしている。結婚も出産もしない鈴音の身を案じる。
原口菜摘
演 - ちすん（第3話、第6 - 7話〔声のみ〕）
鈴音の妹。旧姓：真壁。東京で出産したばかりだが、夫の福岡への転勤が決まり、自身もついていく予定でいる。
真壁慎司
演 - 森篤夫（第7話）
鈴音の父。富士総合病院に脳梗塞で入院中。
米沢彰夫
演 - 鬼頭真也（第1 - 2,6,最終話）
美穂子の夫。共にカフェで働いているが、釣りに夢中になってからはあまり店に出ていない。
河野隆
演 - 牧田哲也（第1,3 - 7話）
テレビマン。『放課後のリフレイン』制作に関わっている。
飯島樹里
演 - はねゆり（第4 - 5話）
脚本家。スランプの鈴音に代わり、『放課後のリフレイン』の脚本を担当するよう柳井に依頼される。
週刊誌記者
演 - 大重わたる（第6話）
『週刊スキャンダル』の記者で、木村と名乗る。鈴音と柳井のネットでの中傷について鈴音に直撃取材してくる。
常連客
演 - こづかみと（第6話）
美穂子のカフェの常連客。実は美穂子の夫・彰夫とは不倫関係であり、半年前から逢瀬を重ねていた。
俊之
演 - 志賀麻登佳（最終話）
水絵の実兄で、耕太の伯父。耕太を連れて勝手に出て行った水絵のことを怒っており、梅森の肩を持つ。
奈緒子
演 - 中村英香（最終話）
水絵の義姉で、耕太の伯母。水絵が逮捕された後、耕太を引き取り夫と共に育てる。
「放課後のリフレイン」
鈴音のドラマ大賞受賞後第一作目となる女子高（ロザリオ女学園）の合唱部をモデルにしたテレビドラマ。
- カスミ - 佐倉星（第1 - 2話、最終話〔回想〕）
- まゆり - 替地桃子（第1 - 2話、最終話〔回想〕）
- 静香 - 梶谷桃子（第1 - 2話、最終話〔回想〕）
- 園子 - 河﨑莉奈（第1 - 2話、最終話〔回想〕）
- 茜 - 早咲心結（第1話、最終話〔回想〕）

### スタッフ
- 原作 - 近藤史恵『はぶらし』
- 脚本 - 横田理恵、森山あけみ、鹿目けい子
- 音楽 - 小林洋平
- 主題歌 - シシド・カフカ「crying」（インペリアルレコード / テイチクエンタテインメント）[23]
- 題字 - 宮沢光華
- 撮影協力 - 小山町フィルムコミッション
- 制作統括 - 後藤高久（NHKコンテンツ開発センター）、新井英夫（映広）
- プロデューサー - 吉田拓史（映広）
- 撮影 - 千足陽一
- 照明 - 渋谷亮
- 音声 - 鈴木昭彦
- 美術 - 山本直輝
- 美術進行 - 倉岡真弓
- 編集 - 渡会清美
- 音響効果 - 中田仁
- 演出 - 宮武由衣、千村利光（映広）
- 制作・著作 - NHK、映広

### 放送日程
| 放送回 | 放送日  | サブタイトル | 脚本       | 演出     |
| ------ | ------- | ------------ | ---------- | -------- |
| 第1話  | 1月05日 | 予感         | 横田理恵   | 宮武由衣 |
| 第2話  | 1月12日 | 後悔         | 横田理恵   | 宮武由衣 |
| 第3話  | 1月19日 | 疑惑         | 横田理恵   | 宮武由衣 |
| 第4話  | 1月26日 | 虚言         | 森山あけみ | 千村利光 |
| 第5話  | 2月02日 | 嫉妬         | 鹿目けい子 | 千村利光 |
| 第6話  | 2月09日 | 中傷         | 横田理恵   | 千村利光 |
| 第7話  | 2月16日 | 真実         | 横田理恵   | 千村利光 |
| 最終話 | 2月23日 | 希望         | 横田理恵   | 千村利光 |